# Modrzejów
Modrzejów – dawne miasto (1706–1801 i 1810–1870), obecnie (od 1 listopada 1915 r.) południowa, nieduża dzielnica Sosnowca, czasem błędnie określana Niwką-Modrzejowem od nazwy połączonej, a już nieistniejącej kopalni.

## Położenie
Graniczy od północy ze Śródmieściem, od wschodu z Dębową Górą, Niwką i Jęzorem, a od południa i zachodu Mysłowicami, którą to granicę wyznacza przepływająca tutaj rzeka Czarna Przemsza, łącząca się następnie w historycznym miejscu z Białą Przemszą, tworząc w ten sposób Przemszę. To połączenie rzek stało się wizualnym symbolem Sosnowca, odzwierciedlonym w elementach herbu i – jako jedyny motyw – na fladze. Na skraju dzielnicy znajduje się historyczne, posiadające europejski wymiar miejsce styku trzech państwo zaborczych (zaboru austriackiego, zaboru rosyjskiego oraz państwa pruskiego), zwane Trójkątem Trzech Cesarzy.
Przez środek dzielnicy przebiega droga krajowa nr 79, spełniająca na tym odcinku charakter drogi lokalnej.
Centrum Modrzejowa stanowi nadal istniejący, choć już teraz mało czytelny, rynek.

## Historia
Jedno z kilku wyjątkowych miasteczek w dziejach Polski. Określane jako tzw. miasteczko żydowskie, było ich tylko kilka. Wyróżniały się tym, że w swoim obrębie nie miały świątyni chrześcijańskiej tylko żydowską. W przypadku Modrzejowa najbliższy kościół znajdowała się w Mysłowicach i w Niwce. Znajdowały się tu także inne obiekty związane ze społecznością żydowską. Większość mieszkańców stanowili Żydzi, co zaczęło się zmieniać dopiero przed II wojną światową. Ponieważ było to miasto, które swoje powstanie zawdzięcza pograniczu małopolsko-śląskiemu, które przecięte zostało ważnym traktem handlowym, geografowie nazywają je miasto-wrota (gateway city). A także z uwagi na sąsiedztwo Mysłowic miasto bliźniacze (twin city). Określenia te odnoszą się jednak do czasów historycznych XVIII i XIX w.
Pierwsza wzmianka o nim pochodzi z 1650 roku i znajduje się w kronikach Bractwa Różańcowego w Mysłowicach. W 1706 roku, za przyzwoleniem króla Augusta II Mocnego, osada została przemianowana w miasto o nazwie Modrzewo (od nazwiska właściciela). Obecnej nazwy zaczęto używać od 1711 roku. Modrzejów był drugim po Będzinie, głównym skupiskiem ludności żydowskiej w Zagłębiu Dąbrowskim. Tutaj osiedlili się Żydzi z okolic Olkusza, Żarek, Częstochowy i Pilicy, uciekający przed zarazą. W roku 1713 posiadali już kahał, synagogę i własny cmentarz. Według danych z 1849 roku w Modrzejowie mieszkało 310 Żydów, co stanowiło prawie 84% ogółu mieszkańców miasta. W 1884 roku mieszkało już 586 Żydów, co stanowiło 89,3% wszystkich mieszkańców Modrzejowa (na 656 mieszkańców).
Modrzejów należał do dóbr sieleckich. Jego właścicielami byli: Jaroccy, Klajnerowie – Minorowie, Przybysławscy, Modrzewscy, Kabielscy, Tęgoborscy, Żulińscy, Grabińscy, Jordan hr. Stojewski, a od początku XIX wieku Niemcy: gen. Schimmelpfenig von de Oye, Ludwig Anhalt-Coeten von Pless, hrabina Szarlota von Wernigerode zu Stolberg i hr. Jan Renard (od 1856 roku). Miasto miało prawo do 9 jarmarków w roku (przywilej króla Augusta III Sasa) oraz do organizowania cotygodniowych targów na zboże, bydło i konie (przywilej króla Stanisława Augusta Poniatowskiego). Od 1725 roku istniał tutaj magazyn soli. Wskutek m.in. silnej konkurencji ze strony pobliskich Mysłowic, które leżały wprawdzie za granicą, lecz stanowiły centrum handlowe także dla dóbr sieleckich, Modrzejów zatrzymał się w rozwoju. W 1801 r. straciły prawa miejskie, ale ten edykt chyba nie wszedł w życie, bo dopiero car odebrał je definitywnie w roku 1870. Po powstaniu styczniowym (oddziały powstańcze operowały w tym rejonie i próbowały zdobyć miasto). Przemysł zaczął powstawać tutaj stosunkowo późno. W latach 1902–1912 zbudowano kopalnię „Modrzejów” jako część kopalni „Niwka”; samodzielność uzyskała w 1919 roku. Należała do Towarzystwa Kopalń i Zakładów Hutniczych Sosnowieckich, a po II wojnie światowej ponownie połączyła się z „Niwką”. Kopalnia obecnie już nie istnieje.
2 sierpnia 1915, w następstwie podziału gminy Zagórze granicą państw okupacyjnych (Niemiec i Austro-Węgier), Modrzejów wraz z Hutą Puszkin znalazł się w strefie niemieckiej, gdzie władze okupacyjne utworzyły z nich odrębną wiejską gminę Modrzejów. Gmina Modrzejów przetrwała jedynie trzy miesiące, bo już 11 listopada 1915, powołując się na dobro społeczne, okupant włączył ją wraz z fabryką żelaza do miasta Sosnowca.
W 1933 roku zarząd gminy Niwka wystąpił z projektem połączenia gminy Niwka z Modrzejowem w jedną gminę miejską uzasadniając to wspólnymi interesami publicznymi, lecz projekt ten nie został zrealizowany.
- 1938, 1 sierpnia – uruchomienie pierwszego połączenia autobusowego na trasie Śródmieście Sosnowca – Mysłowice
- 1954, 30 kwietnia – uruchomienie połączenia tramwajowego na trasie Śródmieście Sosnowca – Mysłowice

## Zabytki
- Kapliczka Matki Boskiej Częstochowskiej, 1857 r.
- Cmentarz żydowski (kirkut) przy ul. Pastewnej i Bożniczej (początki datowane na XVIII w., pow. 0,3 ha; znajduje się tam wiele zabytkowych płyt nagrobnych z XVIII, XIX i XX w.)[9]
- Układ urbanistyczny dawnego miasta z rynkiem (ul. Rynek) i kilkoma sąsiednimi ulicami. Układ zdewastowany po II wojnie światowej.
- Zburzona całkowicie pierzeja od strony Mysłowic i Dębowej Góry. Zachowana od strony Niwki i 2 budynki od strony kirkutu żydowskiego. W XXI w. w części dawnego rynku powstało rondo. Ślad po synagodze żydowskiej i łaźni żydowskiej (Mykwie).
- Zabytkowa zabudowa mieszkalna z końca XIX i początku XX w., szczególnie przy ul. Orląt Lwowskich[10].

## Inne obiekty i miejsca
- Trójkąt Trzech Cesarzy
- Na północ od Rynku przy drodze do centrum Sosnowca obszar ochrony przyrody, obejmujący tereny leśne i wodne. Użytek ekologiczny z chronionymi ekosystemami.

- Miejsce po komorze celnej przy dawnej granicy rosyjsko-pruskiej. W terenie najbliższe sąsiedztwo dużego, pojedynczego drzewa przy ul. Orląt Lwowskich. Tu też miał przyczółek most na Czarnej Przemszy w kierunku Mysłowic.

## Ulice
- 27 Stycznia
- Bóźnicza
- Gdańska
- Orląt Lwowskich (1-50)[11]
- Pastewna
- Portowa
- Powstańców
- Rynek
- Skromna
- Rybacka
- Marynarska